# Dolní Dvořiště
Dolní Dvořiště är en ort i Tjeckien.   Den ligger i distriktet Okres Český Krumlov och regionen Södra Böhmen, i den södra delen av landet, 160 km söder om huvudstaden Prag. Dolní Dvořiště ligger 619 meter över havet och antalet invånare är 1 235.
Terrängen runt Dolní Dvořiště är varierad. Runt Dolní Dvořiště är det glesbefolkat, med 14 invånare per kvadratkilometer. Närmaste större samhälle är Kaplice, 9,7 km norr om Dolní Dvořiště. I omgivningarna runt Dolní Dvořiště växer i huvudsak blandskog.